# Ogoni

Gli Ogoni sono un'etnia africana che abita la regione del Delta del Niger, compresa nello stato nigeriano del Rivers. È composta da tre clan, governati da un gebenemene (re), i tre clan sono a loro volta suddivisi in sei tribù distinte: Babbe, Gokana, Ken Khana, Nyo Khana, Tai ed Eleme. Le sei tribù occupano circa 111 villaggi.

Bandiera Ogoni creata da Ken Saro-Wiwa

Si stima che la totalità della popolazione Ogoni sia di 500 000 unità.
A partire dagli anni 1990 l'etnia Ogoni si è data un'organizzazione politica largamente maggioritaria nella popolazione (il Movimento per la Sopravvivenza del Popolo Ogoni) che rivendica con mezzi nonviolenti l'autodeterminazione del popolo Ogoni e si oppone alla distruzione dell'ecosistema del Delta, causato dalle perdite di petrolio degli stabilimenti presenti nell'area.
L'esponente di maggior rilievo della cultura Ogoni è stato Ken Saro-Wiwa, impiccato nel 1995 per il suo impegno in difesa del suo popolo.